# Авербух Лев Вольфович
Лев Вольфович Авербух (нар. 1 вересня 1913, Кишинів — пом. 4 січня 1981, Кишинів) — молдаський радянський скульптор.

## Біографія
Народився 1 вересня 1913 року в місті Кишиневі (нині Молдова). Упродовж 1940—1948 років навчався у Кишинівському художньому училищі у Клавдії Кобизєвої, Івана Хазова.
Жив і працював у Кишиневі. Помер у Кишиневі 4 січня 1981 року.

## Творчість
Автор робіт:
| Погруддя Миколи Мілеску-Спетару. |
| Погруддя Йона Крянге.            |

- «Зв'язківець» (1948, мармур; Національний музей образотворчого мистецтва Республіки Молдова);
- «Трудові резерви» (1949, дерево; Національний музей образотворчого мистецтва Республіки Молдова);
- «Сергій Лазо» (1950, дерево; Національний музей образотворчого мистецтва Республіки Молдова);
- «Раймонда Дьєн» (1951, дерево; Національний музей образотворчого мистецтва Республіки Молдова);
- «Володимир Ленін» (1952—1957, мідь);
- «Дружба» (1957, дерево; Національний музей образотворчого мистецтва Республіки Молдова);
- «Кореянка» (1959, гіпс);
- «Надія Крупська» (1961, мармур; Національна бібліотека Молдови).

Виконані ним погруддя Миколи Мілеску-Спетару та Йона Крянге (бронза, граніт, обидва — 1957) у 1958 році були встановлені в кишинівській Алеї класиків.
Брав участь у мистецьких виставках з 1946 року. Персональна виставка його робіт відбулася у Кишиневі у 1964 році.